# Le perle della corona
Le perle della corona (Les Perles de la couronne) è un film del 1937 diretto da Sacha Guitry e Christian-Jaque.

## Trama
Lo scrittore Jean Martin racconta a sua moglie la storia di sette perle assolutamente identiche, raccolte in giro per il mondo: quattro sono rimaste sulla corona d'Inghilterra, le altre tre hanno attraversato i secoli per finire una nel tesoro votivo di una cappella in Spagna, l'altra frantumata perché scoperta falsa e la terza in fondo al mare, dopo aver rivelato con i suoi passaggi le storie di troppe amanti.

## Distribuzione
Venne distribuito in Francia il 12 maggio 1937. La distribuzione italiana è di particolare rilievo: è stato il primo film, grazie a una concessione straordinaria del Ministero della Cultura Popolare e della Direzione Generale per la Cinematografia, ad essere proiettato (soltanto per i primi due giorni) in lingua originale durante il fascismo; tale pratica era infatti vietata dal regime, che concedeva la proiezione di pellicole esclusivamente in lingua italiana. Dal terzo giorno di programmazione il film veniva sostituito dall'edizione italiana.

## Critica
(Mario Gromo su La Stampa del 2 dicembre 1937)

## Riconoscimenti
- 1937 - Mostra internazionale d'arte cinematografica
  - Miglior scenario